# Vichada
Vichada je jeden z departementů Kolumbie. Má rozlohu 100 242 km² a žije v něm okolo 65 000 obyvatel. Hlavním městem je Puerto Carreño. Departement leží v rovinaté východní části země nazývané Orinoquía.

## Historie

Mapa departementu a poloha v rámci Kolumbie

Vichada byla založena 5. července 1913 jako komisarie a 4. července 1991 se stala departementem. Je pojmenována podle stejnojmenné řeky. Téměř polovinu obyvatel tvoří indiáni. V době občanské války zde působila pravicová paramilitární skupina Libertadores del Vichada, zabývající se obchodem s drogami.

## Přírodní podmínky
Oblast je velmi řídce zalidněná – Vichada má z kolumbijských departementů druhou největší rozlohu, ale třetí nejnižší počet obyvatel. Podnebí je horké a vlhké. Nachází se zde národní přírodní park El Tuparro. Estructura del Vichada je považována za největší impaktní kráter v Jižní Americe.

## Ekonomika
Pěstuje se banánovník, kakaovník a maniok. Rozvinuté je dobytkářství. Nacházejí se zde ložiska coltanu.

## Administrativní dělení
Čtyři municipality:
1. Cumaribo
2. La Primavera
3. Puerto Carreño
4. Santa Rosalía